# Putooruttoq
Putooruttoq är ett berg i Grönland (Kungariket Danmark).   Det ligger i kommunen Kujalleq, i den södra delen av Grönland, 600 km sydost om huvudstaden Nuuk. Toppen på Putooruttoq är 1 295 meter över havet, eller 114 meter över den omgivande terrängen. Bredden vid basen är 1,4 km.
Terrängen runt Putooruttoq är huvudsakligen bergig.  Trakten runt Putooruttoq är nära nog obefolkad, med mindre än två invånare per kvadratkilometer. Närmaste större samhälle är Aappilattoq, 16,8 km sydost om Putooruttoq. Trakten runt Putooruttoq består i huvudsak av gräsmarker.